# Patrick McGilligan

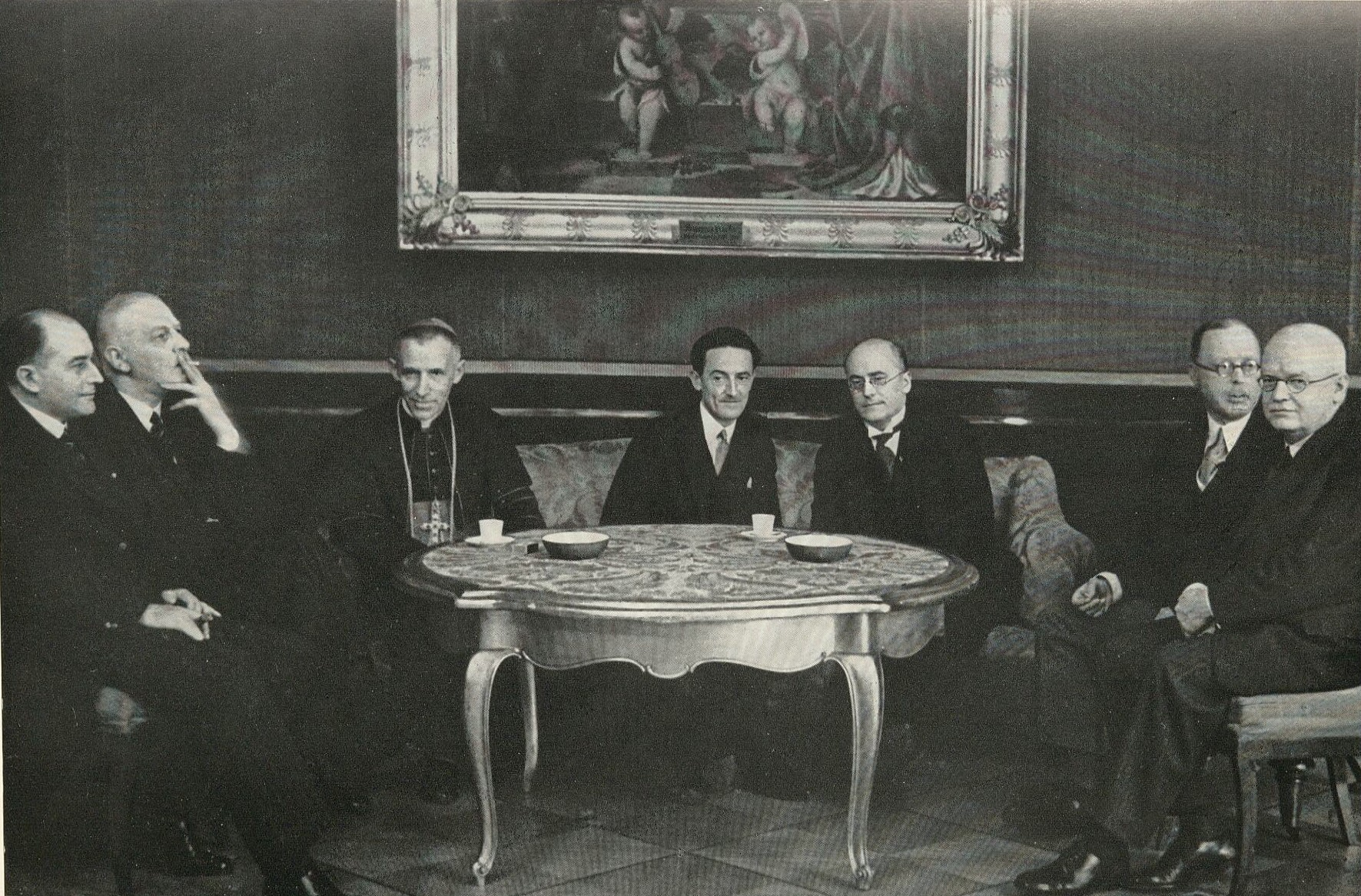
Patrick McGilligan und Heinrich Brüning in Berlin, 1931

Patrick McGilligan (irisch Pádraig Mac Giollagáin, * 12. April 1889 in Coleraine, County Londonderry; † 15. November 1979 in Dublin) war ein irischer Politiker und saß von 1923 bis 1965 im Dáil Éireann, dem Unterhaus des irischen Parlaments.

## Biografie
McGilligan wurde 1889 in Coleraine, einer Kleinstadt im heutigen Nordirland, als Sohn des gleichnamigen Politikers Patrick McGilligan (1847–1917) und seiner Frau Catherine O’Farrell, geboren. Er wurde am 2. November 1923 in einer Nachwahl in den 4. Dáil Éireann gewählt. Im April 1924 wurde er Minister für Industrie und Handel in dem von William Thomas Cosgrave geführten Exekutivrat. Dieses Amt übte er bis zum Ende von Cosgraves Amtszeit und der Übernahme der Regierung durch die Fianna Fáil unter Éamon de Valera am 9. März 1932 aus. Zugleich war er zwischen Oktober 1927 und März 1932 auch Außenminister.
In den folgenden Jahren war die Fianna Fail die maßgebliche politische Macht und die Fine Gael, der McGilligan angehörte, nicht mehr an der Regierung beteiligt.
Erst im Februar 1948 konnte die Fine Gael unter Taoiseach John A. Costello wieder eine Regierung stellen. Dieser Regierung gehörte er bis Juni 1951 als Finanzminister an. Als Costello zwischen Juni 1954 und März 1957 wiederum Premierminister war, gehörte McGilligan diesem Kabinett als Generalstaatsanwalt (Attorney General) an.
Patrick McGilligan verstarb 1979 in Dublin im Alter von 90 Jahren.